# Vall de Kodori
La vall de Kodori o gorja de Kodori (abkhaz: Кәыдырҭа; georgià: კოდორის ხეობა) és una vall d'Abkhàzia, una república autònoma de Geòrgia que serveix de límit entre el govern georgià i els territoris secessionistes. La part superior de la vall, poblada per svans, és l'únic lloc controlat directament pel govern georgià.